# El timbal de llauna
El timbal de llauna (títol original en alemany Die Blechtrommel) és una pel·lícula franco-alemanya-polonesa de Volker Schlöndorff, adaptació de la novel·la homònima de Günter Grass i estrenada el 1979.
La novel·la de Günter Grass es divideix en dues parts: la primera, que és la que ha fet servir Schlöndorff per a la seva adaptació cinematogràfica, posa en escena un petit noi, Oskar, que es nega a créixer sota el nazisme. La segona part va des de la fi de la Segona Guerra Mundial fins a l'anunci de la mort de Stalin el 1953; Oskar ha decidit reprendre el seu creixement, però no es pot realitzar harmoniosament: es converteix en un nan vagament monstruós.
Aquesta pel·lícula ha estat doblada al català.

## Argument
La història del Tambor és contada com un llarg monòleg, del qual el narrador no és altre que el mateix heroi, Oskar Matzerath, un personatge ben estrany. Dotat d'una intel·ligència innata fora del comú, rep en regal, per al seu tercer aniversari cap a finals dels anys 1920, un tambor de llauna lacada en vermell i blanc. Aquell dia, decideix no arribar mai al món dels adults i deixar de créixer. Conservarà així sobre el món una mirada de nen implacable i inflexible. Negant totes les conveniències socials i esperances, se serveix del seu tambor per provar el món i per prendre la mesura de l'humor ambient. Així, paralitzat en el seu cos de nen de tres anys, el seu tambor permanentment clavat al seu coll, el narrador conta de forma èpica i molt negre la seva travessia dels anys 1930, de la Segona Guerra Mundial i de la revitalització econòmica que va seguir.

## Repartiment
- David Bennent: Oskar Matzerath
- Mario Adorf: Alfred Matzerath
- Angela Winkler: Agnes Matzerath
- Katharina Thalbach: Maria Matzerath
- Daniel Olbrychski: Jan Bronski
- Tina Engel: Anna Koljaiczek (jove)
- Berta Drews: Anna Koljaiczek (gran)
- Roland Teubner: Joseph Koljaiczek
- Tadeusz Kunikowski: Oncle Vinzenz
- Andréa Ferréol: Lina Greff
- Heinz Bennent: Greff
- Ilse Pagé: Gretchen Scheffler
- Werner Rehm: Scheffler
- Käte Jaenicke: La Mare Truczinski
- Otto Sander: Meyn
- Charles Aznavour: Sigismund Markus

## Premis i nominacions[calcitació]

### Premis
- 1979: Palma d'Or del Festival Internacional de Cinema de Canes
- 1980: Oscar a la millor pel·lícula de parla no anglesa
- 1980: Bodil a la categoria Bodil del millor film europeu

### Nominacions
- 1980: César a la millor pel·lícula estrangera